# Black and Gold
Albums de Thundermother
Heat Wave
(2020) I Left My License in the Future
(2024)
Singles
1. Watch Out, 2022
2. I Don't Know You, 2022
3. Hot Mess, 2022
4. Black and Gold, 2022

Black and Gold est le cinquième album studio du groupe suédois de hard rock Thundermother, sorti le 19 août 2022 sur le label AFM Records. Un premier single Watch Out sort, suivi de I Don't Know You, Hot Mess et Black and Gold. Le groupe sort le single-thème en un clip. L'album atteint le top des classements musicaux avant que le groupe ne parte en tournée européenne au début de 2023.

## Liste des titres
Toutes les chansons sont écrites et composées par Guernica Mancini, Emlee Johansson, Filippa Nässil ainsi que Soren Andersen et Palle Hammarlund.
| 1.    | The Light In The Sky | 3:35 |
| 2.    | Black And Gold       | 3:20 |
| 3.    | Raise Your Hands     | 3:41 |
| 4.    | Hot Mess             | 4:26 |
| 5.    | Wasted               | 3:25 |
| 6.    | Watch Out            | 3:12 |
| 7.    | I Don't Know You     | 3:37 |
| 8.    | Looks No Hooks       | 3:43 |
| 9.    | Loud And Free        | 2:52 |
| 10.   | Try With Love        | 3:30 |
| 11.   | Stratosphere         | 3:23 |
| 12.   | Borrowed Time        | 4:08 |
| 43:01 |                      |      |

## Personnel

### Membres
- Filippa Nässil — guitare, chœurs (depuis la formation)
- Guernica Mancini — chant (depuis 2017)
- Emlee Johansson — batterie, chœurs (depuis 2017)
- Mona Lindgren — basse, chœurs (depuis 2021)

### Personnel supplémentaire
- Soren Andersen — production, mixage
- Willem Bleeker — ingénieur du son
- Palle Hammarlund — chœurs supplémentaires
- Andreas Werling — pochette